# Großer Preis von Bahrain 2015
Der Große Preis von Bahrain 2015 (offiziell 2015 Formula 1 Gulf Air Bahrain Grand Prix) fand am 19. April auf dem Bahrain International Circuit in as-Sachir statt und war das vierte Rennen der Formel-1-Weltmeisterschaft 2015.

## Bericht

### Hintergründe
Nach dem Großen Preis von China führte Lewis Hamilton in der Fahrerwertung mit 13 Punkten vor Sebastian Vettel und mit 17 Punkten vor Nico Rosberg. In der Konstrukteurswertung führte Mercedes mit 40 Punkten vor Ferrari und mit 71 Punkten vor Williams.
Beim Großen Preis von Bahrain stellte Pirelli den Fahrern die Reifenmischungen P Zero Medium (weiß) und P Zero Soft (gelb) sowie für Nässe Cinturato Intermediates (grün) und Cinturato Full-Wets (blau) zur Verfügung.
Die DRS-Zonen blieben im Vergleich zum Vorjahr unverändert, der Messpunkt für die erste Zone befand sich zehn Meter vor Kurve 9, die Zone selbst begann am Ende der Gegengeraden, genau 50 Meter nach Kurve 10. Der Messpunkt für die zweite DRS-Zone befand sich 108 Meter vor Kurve 14, aktiviert werden durfte das DRS dann auf der Start-Ziel-Geraden, 270 Meter nach Kurve 15.
Marcus Ericsson, Pastor Maldonado (jeweils fünf), Sergio Pérez (vier), Jenson Button, Romain Grosjean, Nico Hülkenberg und Roberto Merhi (jeweils zwei) gingen mit Strafpunkten ins Rennwochenende.
Mit Fernando Alonso (dreimal), Felipe Massa, Vettel (jeweils zweimal), Button und Hamilton (jeweils einmal) traten fünf ehemalige Sieger zu diesem Grand Prix an.
Als Rennkommissare fungierten José Abed (MEX), Mazen Al Hilli (BRN), Paul Gutjahr (CHE) und Mika Salo (FIN).

### Training
Im ersten freien Training fuhr Kimi Räikkönen in 1:37,827 Minuten die Bestzeit vor Vettel und Valtteri Bottas. Button konnte keine gezeitete Runde fahren, ihm starb auf seiner zweiten Runde beim Anbremsen der ersten Kurve der Motor ab und er drehte sich.
Rosberg war mit einer Rundenzeit von 1:34,647 Minuten Schnellster im zweiten freien Training vor Hamilton und Räikkönen. In Kurve eins kam es wegen eines nicht korrekt befestigten Vorderrads bei Vettel zu einer Kollision mit Pérez, das Training musste anschließend unterbrochen werden, damit die Trümmer von Vettels Frontflügel geborgen werden konnten. Räikkönen erhielt eine Verwarnung durch die Rennkommissare, da er Ericsson, der am Ende der Boxengasse eine Startübung durchführte, regelwidrig auf der linken Seite überholt hatte.
Im dritten freien Training war Hamilton mit einer Zeit von 1:34,599 Minuten Schnellster vor Vettel und Rosberg.

### Qualifying
Das Qualifying bestand aus drei Teilen mit einer Nettolaufzeit von 45 Minuten. Im ersten Qualifying-Segment (Q1) hatten die Fahrer 18 Minuten Zeit, um sich für das Rennen zu qualifizieren. Alle Fahrer, die im ersten Abschnitt eine Zeit erzielten, die maximal 107 Prozent der schnellsten Rundenzeit betrug, qualifizierten sich für den Grand Prix. Die besten 15 Fahrer erreichten den nächsten Teil. Hamilton war am schnellsten. Button rollte mit einem technischen Defekt aus, ohne eine Zeit zu setzen und qualifizierte sich damit nicht für den Grand Prix. Die Rennkommissare erlaubten ihm, vom letzten Platz zu starten, da er im freien Training ausreichend schnell war. Die Manor-Piloten sowie Maldonado und Daniil Kwjat schieden aus.
Der zweite Abschnitt (Q2) dauerte 15 Minuten. Die schnellsten zehn Piloten qualifizierten sich für den dritten Teil des Qualifyings. Hamilton war erneut Schnellster. Max Verstappen, Alonso, beide Sauber-Piloten und Pérez schafften es nicht in den letzten Teil des Zeitentrainings.
Der finale Abschnitt ging über eine Zeit von zwölf Minuten, in denen die ersten zehn Startpositionen vergeben wurden. Hamilton fuhr die Bestzeit vor Vettel und Rosberg. Er errang damit die vierte Pole-Position im vierten Saisonrennen.

### Rennen
Button, der zuvor in jeder Trainingseinheit technische Probleme beklagte, startete aufgrund eines Defektes am ERS nicht zum Rennen. Beim Start in die Einführungsrunde blieb Massa stehen, er musste das Rennen aus der Boxengasse aufnehmen. Carlos Sainz jr. fuhr die Einführungsrunde um fast 15 Sekunden zu langsam und erhielt eine Fünf-Sekunden-Strafe. Maldonado startete eine Reihe zu weit hinten und erhielt ebenfalls eine Fünf-Sekunden-Strafe.
Hamilton startete am besten, Vettel musste sich gegen den besser gestarteten Rosberg verteidigen. Räikkönen nutzte diese Situation aus und ging an Rosberg vorbei. Verstappen kollidierte mit Maldonado und beschädigte sich dabei seinen Frontflügel.
Rosberg ging in der vierten Runde an Räikkönen vorbei und holte auf Vettel auf. In der neunten Runde ging er nach einem Fahrfehler von Vettel auch an diesem vorbei. 
In der elften Runde kamen die ersten Fahrer zum Reifenwechsel an die Box. Als erster Fahrer der Spitzengruppe wechselte Vettel in Runde 13 die Reifen. Eine Runde später ging Rosberg an die Box, Vettel war jedoch auf den neuen Reifen so schnell gefahren, dass er nun vor Rosberg lag. Hamilton ging eine weitere Runde später an die Box und kam unmittelbar vor Vettel und Rosberg auf die Strecke zurück. Bei der Anfahrt auf Kurve eins ging Rosberg an Vettel vorbei. Die Führung hatte Räikkönen übernommen, der in Runde 17 in die Box ging und als einziger Fahrer der Spitzengruppe auf die härtere Reifenmischung wechselte.
Nach den ersten Boxenstopps kam es zu einer Kollision zwischen Maldonado und Massa, hierbei wurde der Diffusor von Massa beschädigt. In Runde 31 musste Sainz jr. seinen Wagen mit einem technischen Defekt abstellen.
In Runde 33 kam Vettel an die Box und wechselte auf die härtere Reifenmischung, genau wie Hamilton eine und Rosberg zwei Runden später. Rosberg fiel nach seinem Boxenstopp erneut hinter Vettel zurück. Vettel beging in der Runde nach Rosbergs Boxenstopp einen Fahrfehler in Kurve 15, Rosberg nutze dies aus und ging vorbei. Da sich Vettel seinen Frontflügel beschädigt hatte, musste er eine Runde später zum Wechsel an die Box. In Runde 40 übernahm Hamilton die Führung von Räikkönen, der noch nicht zu seinem zweiten Stopp an der Box gewesen war. Verstappen gab zu diesem Zeitpunkt das Rennen an der Box auf.
Am Ende der Runde kam Räikkönen an die Box und fiel auf Rang drei zurück, er hatte 19 Sekunden Rückstand auf Rosberg. Er verkürzte mit deutlich schnelleren Rundenzeiten, teilweise bis zu drei Sekunden, den Rückstand auf Rosberg schnell. Vettel lief auf Bottas auf, schaffte es jedoch nicht, ihn zu überholen. In der vorletzten Runde bekam Rosberg Bremsprobleme und musste Räikkönen, der zuvor unmittelbar hinter ihm fuhr, kampflos passieren lassen.
Wenige Meter vor der Ziellinie erlitt Daniel Ricciardo einen Motorschaden, er rollte jedoch noch über die Ziellinie und blieb auf dem sechsten Platz.
Hamilton gewann sein insgesamt 36. Rennen vor Räikkönen und Rosberg. Die Top 10 komplettierten Bottas, Vettel, Ricciardo, Grosjean, Pérez, Kwjat und Massa. Somit stand mit Räikkönen zum ersten Mal im Jahr 2015 ein anderer Fahrer auf dem Podium als beim ersten Rennen. Für Räikkönen war es der erste Podiumsplatz seit dem Großen Preis von Korea 2013 und der erste als Ferrari-Pilot seit dem Großen Preis von Italien 2009.
Hamilton konnte seinen Vorsprung in der Gesamtwertung damit ausbauen, Rosberg übernahm Platz zwei von Vettel, der auf Platz drei zurückfiel. In der Konstrukteurswertung blieben die ersten drei Positionen unverändert.

## Meldeliste
| Team                          | Nr. | Fahrer           | Chassis                | Motor                       | Reifen |
| ----------------------------- | --- | ---------------- | ---------------------- | --------------------------- | ------ |
| Mercedes AMG Petronas F1 Team | 44  | Lewis Hamilton   | Mercedes F1 W06 Hybrid | Mercedes-Benz PU106B Hybrid | P      |
| Mercedes AMG Petronas F1 Team | 06  | Nico Rosberg     | Mercedes F1 W06 Hybrid | Mercedes-Benz PU106B Hybrid | P      |
| Infiniti Red Bull Racing      | 03  | Daniel Ricciardo | Red Bull RB11          | Renault Energy F1 2015      | P      |
| Infiniti Red Bull Racing      | 26  | Daniil Kwjat     | Red Bull RB11          | Renault Energy F1 2015      | P      |
| Williams Martini Racing       | 19  | Felipe Massa     | Williams FW37          | Mercedes-Benz PU106B Hybrid | P      |
| Williams Martini Racing       | 77  | Valtteri Bottas  | Williams FW37          | Mercedes-Benz PU106B Hybrid | P      |
| Scuderia Ferrari              | 05  | Sebastian Vettel | Ferrari SF15-T         | Ferrari 059/4               | P      |
| Scuderia Ferrari              | 07  | Kimi Räikkönen   | Ferrari SF15-T         | Ferrari 059/4               | P      |
| McLaren Honda                 | 14  | Fernando Alonso  | McLaren MP4-30         | Honda RA615H                | P      |
| McLaren Honda                 | 22  | Jenson Button    | McLaren MP4-30         | Honda RA615H                | P      |
| Sahara Force India F1 Team    | 27  | Nico Hülkenberg  | Force India VJM08      | Mercedes-Benz PU106B Hybrid | P      |
| Sahara Force India F1 Team    | 11  | Sergio Pérez     | Force India VJM08      | Mercedes-Benz PU106B Hybrid | P      |
| Scuderia Toro Rosso           | 33  | Max Verstappen   | Toro Rosso STR10       | Renault Energy F1 2015      | P      |
| Scuderia Toro Rosso           | 55  | Carlos Sainz jr. | Toro Rosso STR10       | Renault Energy F1 2015      | P      |
| Lotus F1 Team                 | 08  | Romain Grosjean  | Lotus E23 Hybrid       | Mercedes-Benz PU106B Hybrid | P      |
| Lotus F1 Team                 | 13  | Pastor Maldonado | Lotus E23 Hybrid       | Mercedes-Benz PU106B Hybrid | P      |
| Lotus F1 Team                 | 30  | Jolyon Palmer    | Lotus E23 Hybrid       | Mercedes-Benz PU106B Hybrid | P      |
| Manor Marussia F1 Team        | 28  | Will Stevens     | Marussia MR03          | Ferrari 059/3               | P      |
| Manor Marussia F1 Team        | 98  | Roberto Merhi    | Marussia MR03          | Ferrari 059/3               | P      |
| Sauber F1 Team                | 09  | Marcus Ericsson  | Sauber C34             | Ferrari 059/4               | P      |
| Sauber F1 Team                | 12  | Felipe Nasr      | Sauber C34             | Ferrari 059/4               | P      |

Anmerkungen
1. 1 2  Der Lotus mit der Startnummer 30 wurde im ersten freien Training für Palmer eingesetzt. Grosjean übernahm das Fahrzeug anschließend für das restliche Rennwochenende mit seiner Startnummer 8.

## Klassifikationen

### Qualifying
| Pos.                                                                      | Fahrer           | Konstrukteur         | Q1         | Q2       | Q3       | Start |
| ------------------------------------------------------------------------- | ---------------- | -------------------- | ---------- | -------- | -------- | ----- |
| 01                                                                        | Lewis Hamilton   | Mercedes             | 1:33,928   | 1:32,669 | 1:32,571 | 01    |
| 02                                                                        | Sebastian Vettel | Ferrari              | 1:34,919   | 1:33,623 | 1:32,982 | 02    |
| 03                                                                        | Nico Rosberg     | Mercedes             | 1:34,398   | 1:33,878 | 1:33,129 | 03    |
| 04                                                                        | Kimi Räikkönen   | Ferrari              | 1:34,568   | 1:33,540 | 1:33,227 | 04    |
| 05                                                                        | Valtteri Bottas  | Williams-Mercedes    | 1:34,161   | 1:33,897 | 1:33,381 | 05    |
| 06                                                                        | Felipe Massa     | Williams-Mercedes    | 1:34,488   | 1:33,551 | 1:33,744 | 06    |
| 07                                                                        | Daniel Ricciardo | Red Bull-Renault     | 1:34,691   | 1:34,403 | 1:33,832 | 07    |
| 08                                                                        | Nico Hülkenberg  | Force India-Mercedes | 1:35,653   | 1:34,613 | 1:34,450 | 08    |
| 09                                                                        | Carlos Sainz jr. | Toro Rosso-Renault   | 1:35,371   | 1:34,641 | 1:34,462 | 09    |
| 10                                                                        | Romain Grosjean  | Lotus-Mercedes       | 1:35,007   | 1:34,123 | 1:34,484 | 10    |
| 11                                                                        | Sergio Pérez     | Force India-Mercedes | 1:35,451   | 1:34,704 | –        | 11    |
| 12                                                                        | Felipe Nasr      | Sauber-Ferrari       | 1:35,310   | 1:34,737 | –        | 12    |
| 13                                                                        | Marcus Ericsson  | Sauber-Ferrari       | 1:35,438   | 1:35,034 | –        | 13    |
| 14                                                                        | Fernando Alonso  | McLaren-Honda        | 1:35,205   | 1:35,039 | –        | 14    |
| 15                                                                        | Max Verstappen   | Toro Rosso-Renault   | 1:35,611   | 1:35,103 | –        | 15    |
| 16                                                                        | Pastor Maldonado | Lotus-Mercedes       | 1:35,677   | –        | –        | 16    |
| 17                                                                        | Daniil Kwjat     | Red Bull-Renault     | 1:35,800   | –        | –        | 17    |
| 18                                                                        | Will Stevens     | Marussia-Ferrari     | 1:38,713   | –        | –        | 18    |
| 19                                                                        | Roberto Merhi    | Marussia-Ferrari     | 1:39,722   | –        | –        | 19    |
| 107-Prozent-Zeit: 1:40,503 min (bezogen auf Q1-Bestzeit von 1:33,928 min) |                  |                      |            |          |          |       |
| DNQ                                                                       | Jenson Button    | McLaren-Honda        | keine Zeit | –        | –        | 20    |

Anmerkungen
1. ↑  Button wurde erlaubt zu starten, da er im freien Training ausreichend schnell gewesen war.

### Rennen
| Pos. | Fahrer           | Konstrukteur         | Runden | Zeit        | Start | Schnellste Runde |
| ---- | ---------------- | -------------------- | ------ | ----------- | ----- | ---------------- |
| 01   | Lewis Hamilton   | Mercedes             | 57     | 1:35:05,809 | 01    | 1:37,857 (38.)   |
| 02   | Kimi Räikkönen   | Ferrari              | 57     | + 3,380     | 04    | 1:36,311 (42.)   |
| 03   | Nico Rosberg     | Mercedes             | 57     | + 6,033     | 03    | 1:37,326 (36.)   |
| 04   | Valtteri Bottas  | Williams-Mercedes    | 57     | + 42,957    | 05    | 1:38,095 (16.)   |
| 05   | Sebastian Vettel | Ferrari              | 57     | + 43,989    | 02    | 1:36,624 (38.)   |
| 06   | Daniel Ricciardo | Red Bull-Renault     | 57     | + 1:01,751  | 07    | 1:38,948 (53.)   |
| 07   | Romain Grosjean  | Lotus-Mercedes       | 57     | + 1:24,763  | 10    | 1:39,161 (34.)   |
| 08   | Sergio Pérez     | Force India-Mercedes | 56     | + 1 Runde   | 11    | 1:38,338 (39.)   |
| 09   | Daniil Kwjat     | Red Bull-Renault     | 56     | + 1 Runde   | 17    | 1:38,725 (36.)   |
| 10   | Felipe Massa     | Williams-Mercedes    | 56     | + 1 Runde   | 06    | 1:39,094 (12.)   |
| 11   | Fernando Alonso  | McLaren-Honda        | 56     | + 1 Runde   | 14    | 1:38,992 (38.)   |
| 12   | Felipe Nasr      | Sauber-Ferrari       | 56     | + 1 Runde   | 12    | 1:38,216 (43.)   |
| 13   | Nico Hülkenberg  | Force India-Mercedes | 56     | + 1 Runde   | 08    | 1:38,653 (40.)   |
| 14   | Marcus Ericsson  | Sauber-Ferrari       | 56     | + 1 Runde   | 13    | 1:38,422 (27.)   |
| 15   | Pastor Maldonado | Lotus-Mercedes       | 56     | + 1 Runde   | 16    | 1:37,665 (43.)   |
| 16   | Will Stevens     | Marussia-Ferrari     | 55     | + 2 Runden  | 18    | 1:41,759 (36.)   |
| 17   | Roberto Merhi    | Marussia-Ferrari     | 54     | + 3 Runden  | 19    | 1:42,033 (36.)   |
| –    | Max Verstappen   | Toro Rosso-Renault   | 34     | DNF         | 15    | 1:39,607 (32.)   |
| –    | Carlos Sainz jr. | Toro Rosso-Renault   | 29     | DNF         | 09    | 1:40,651 (13.)   |
| DNS  | Jenson Button    | McLaren-Honda        | –      | –           | 20    | –                |

Anmerkungen
1. ↑  Button konnte aufgrund eines Defektes am ERS nicht am Rennen teilnehmen.

## WM-Stände nach dem Rennen
Die ersten zehn des Rennens bekamen 25, 18, 15, 12, 10, 8, 6, 4, 2 bzw. 1 Punkt(e).

### Fahrerwertung
| Pos. | Fahrer           | Konstrukteur         | Punkte |
| ---- | ---------------- | -------------------- | ------ |
| 01   | Lewis Hamilton   | Mercedes             | 93     |
| 02   | Nico Rosberg     | Mercedes             | 66     |
| 03   | Sebastian Vettel | Ferrari              | 65     |
| 04   | Kimi Räikkönen   | Ferrari              | 42     |
| 05   | Felipe Massa     | Williams-Mercedes    | 31     |
| 06   | Valtteri Bottas  | Williams-Mercedes    | 30     |
| 07   | Daniel Ricciardo | Red Bull-Renault     | 19     |
| 08   | Felipe Nasr      | Sauber-Ferrari       | 14     |
| 09   | Romain Grosjean  | Lotus-Mercedes       | 12     |
| 10   | Nico Hülkenberg  | Force India-Mercedes | 6      |
| 11   | Max Verstappen   | Toro Rosso-Renault   | 6      |

| Pos. | Fahrer           | Konstrukteur         | Punkte |
| ---- | ---------------- | -------------------- | ------ |
| 12   | Carlos Sainz jr. | Toro Rosso-Renault   | 6      |
| 13   | Sergio Pérez     | Force India-Mercedes | 5      |
| 14   | Marcus Ericsson  | Sauber-Ferrari       | 5      |
| 15   | Daniil Kwjat     | Red Bull-Renault     | 4      |
| 16   | Jenson Button    | McLaren-Honda        | 0      |
| 17   | Fernando Alonso  | McLaren-Honda        | 0      |
| 18   | Roberto Merhi    | Marussia-Ferrari     | 0      |
| 19   | Will Stevens     | Marussia-Ferrari     | 0      |
| 20   | Pastor Maldonado | Lotus-Mercedes       | 0      |
| –    | Kevin Magnussen  | McLaren-Honda        | 0      |

### Konstrukteurswertung
| Pos. | Konstrukteur      | Punkte |
| ---- | ----------------- | ------ |
| 1    | Mercedes          | 159    |
| 2    | Ferrari           | 107    |
| 3    | Williams-Mercedes | 61     |
| 4    | Red Bull-Renault  | 23     |
| 5    | Sauber-Ferrari    | 19     |

| Pos. | Konstrukteur         | Punkte |
| ---- | -------------------- | ------ |
| 06   | Lotus-Mercedes       | 12     |
| 07   | Toro Rosso-Renault   | 12     |
| 08   | Force India-Mercedes | 11     |
| 09   | McLaren-Honda        | 0      |
| 10   | Marussia-Ferrari     | 0      |